# Jezerní jeskyně
Jezerní jeskyně (ukrajinsky печера Озерна , též Голубі Озера, Попова Яма, v anglické verzi Priest's Grotto) je sádrovcová jeskyně v Borščivském okrese v Ternopilské oblasti na Ukrajině. V roce 2005 byla délka známých chodeb přes 112 km, v roce 2017 již 127 km. Jedná se o druhou nejdelší známou podzemní prostorou v sádrovci, po nedaleko ležící Optimistické jeskyni (печера Оптимістична), propojení mezi těmito jeskynními prostorami se zatím nepodařilo nalézt. Celá jeskyně leží na velmi malém prostoru, v sádrovci méně než 20 metrů silném. Dolní patra jeskyně jsou vyplněna mnoha jezery. Jezerní jeskyně, která se nachází na území Nárdoního parku Dnistrovskij kaňon (Національний природний парк «Дністровський каньйон», je jednou z pěti podzemních prostor, které jsou evidovány na seznamu chráněných geologických přírodních památek Borščivského okresu. 

## Geografická poloha
Jeskyně se nachází v nadmořské výšce cca 250 metrů 1 km jihozápadně od západního okraje obce Strilkivci, ležící na pravém břehu řeky Ničlavy, která je levostranným přítokem Dněstru. Další zdejší podzemní prostora, Optimistická jeskyně, je od Jezerní jeskyně vzdálená přibližně 3,3 km vzdušnou čarou směrem na jih. Od Borščivu, sídla správy stejnojmenného okresu, dělí tyto jeskyně vzdálenost 6 - 7 km, od ukrajinské metropole Kyjeva pak 450 km.

## Popis
K 15. červnu 2017 bylo prozkoumáno již 140,490 km chodeb v podzemním labyrintu Jezerní jeskyně, která je po Optimistické jeskyni druhým nejdelším jeskynním systémem na Ukrajině. Zhruba jednu třetinu plochy dna jeskyně pokrývají jezera, přičemž další podzemní prostory bývají pravidelně zaplavovány a mnohé z nich jsou přístupné jen s potápěčskou výbavou. Při průzkumu jedné části podzemního labyrintu byly objeveny četné fragmenty kosterních pozůstatků různých živočichů, například kosti jeskynních medvědů z doby před 25 - 100 000 lety.

## Úkryt v době holokaustu
V letech 1942 až 1944 v době okupace Ukrajiny německými nacisty se v Jezerní jeskyni (a také ve Vertebské jeskyni u obce Bilče Zolote) ukrývaly četné židovské rodiny. Mnozí z těchto mužů, žen a dětí neopustili podzemí po dobu 344 dní až do dubna roku 1944, kdy byla tato oblast osvobozena Rudou armádou.

## Dostupnost
Jeskyně se nachází 1 km jihozápadně od obce Strilkivci, z důvodu ochrany před vandalismem je však její vchod trvale uzamčen a podzemní prostory jsou zpřístupňovány pouze za účelem vědeckého bádání.